# Denis (Cembalobauer)

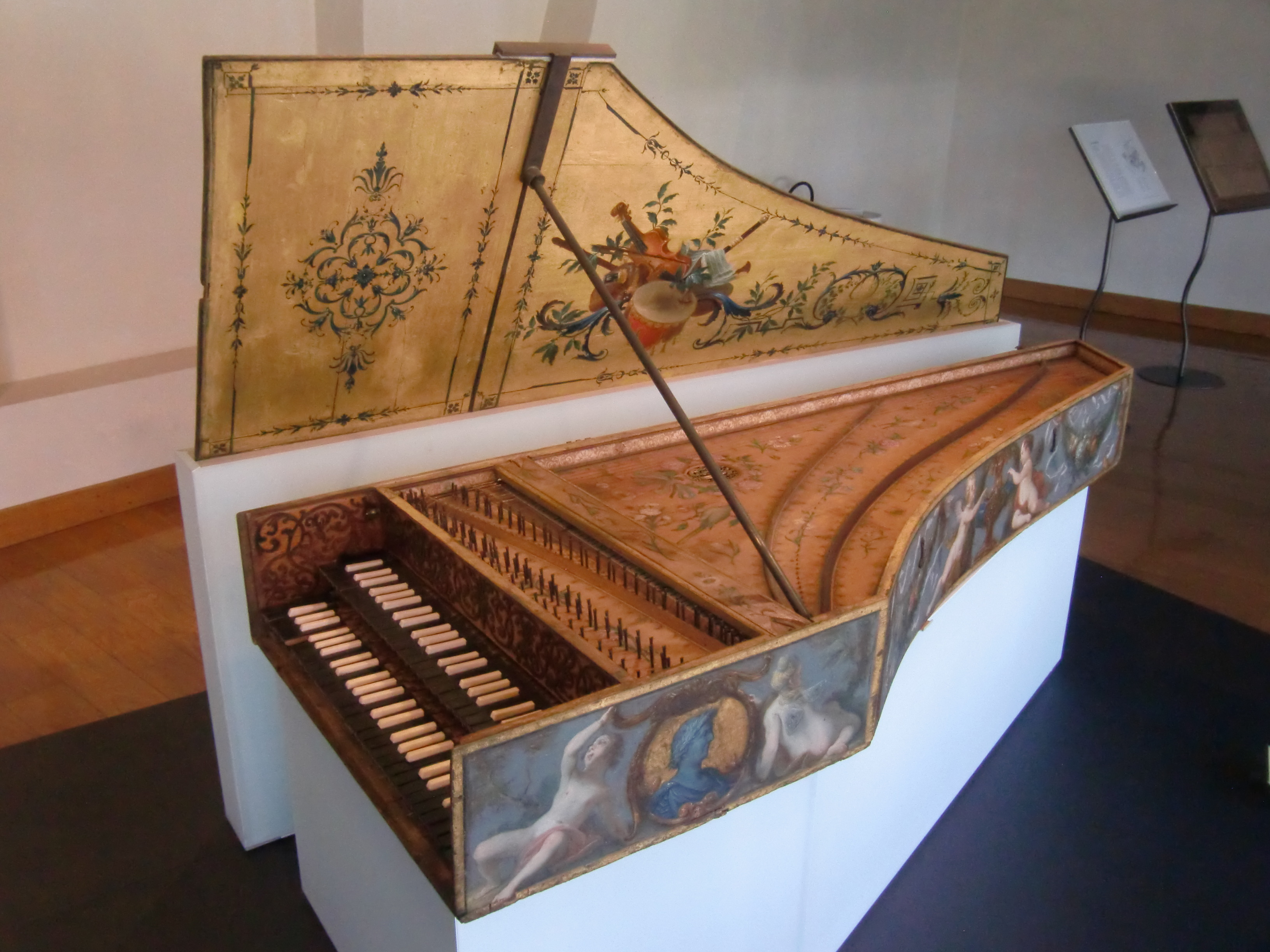
Das älteste erhaltene Instrument eines Mitgliedes der Familie Denis von 1648 durch Jean Denis II gebaut.

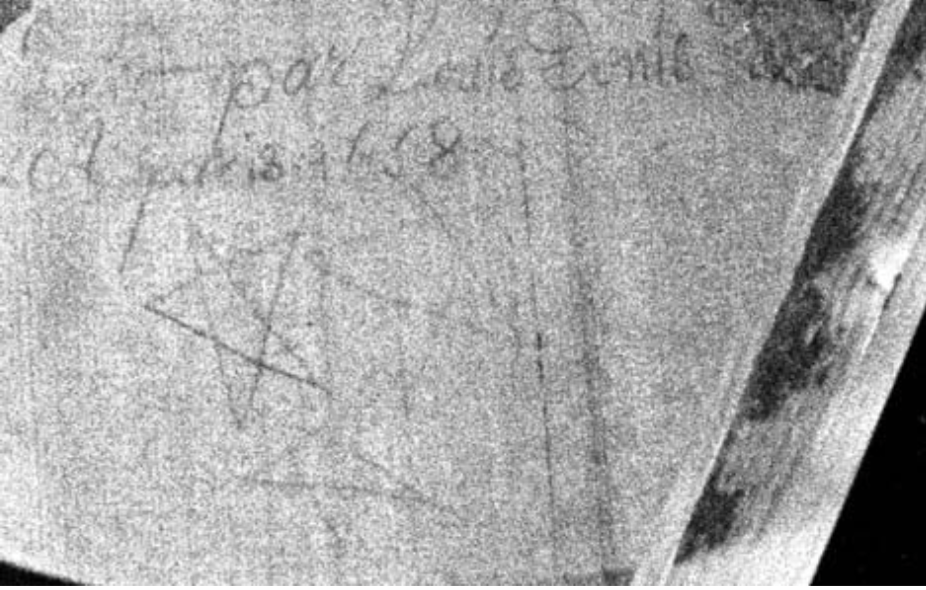
Die Unterschrift in roter Kreide von Louis Denis auf der Unterseite des Deckels eines Cembalos von 1658. Bild des Restaurators Reinhard von Nagel

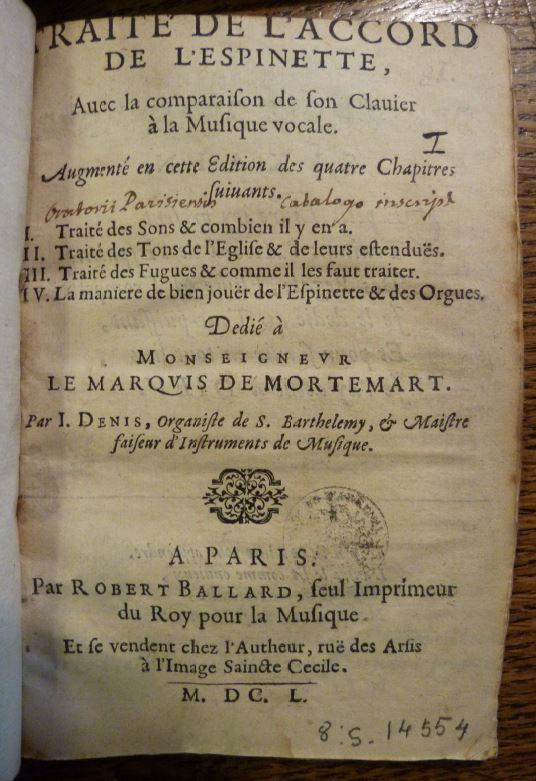
Die Titelseite der zweiten Auflage der Abhandlung von Jean Denis II, herausgegeben 1650

Mitglieder der Familie Denis waren französische Cembalobauer ab der Mitte des 16. Jahrhunderts. Zu Beginn des 18. Jahrhunderts wurden sie von Mitgliedern der Familie Blanchet als die bedeutendste Dynastie von Cembalobauern in Paris ablöste.
Mitglieder der Familie Denis führten die Gilde der Instrumentenbauer mehrere Generationen an, aber nur vier Cembali und drei Spinette die durch Mitglieder der Familie hergestellt wurden, blieben bis in die heutige Zeit erhalten. Viele der Instrumente der Familie Denis tragen eine Signatur des Herstellers, in roter Kreide unter dem Resonanzboden. Vermerkt wurde der Name des Herstellers, Ort und Datum und drei Sterne mit fünf Spitzen. Die Instrumente der Familie Denis wurden auch nach ihrer Zeit hoch geschätzt, wie ein Eintrag in der Encyclopédie méthodique aus dem Jahr 1785 belegt: „Die besten Erbauer von Cembali waren die Ruckers aus Antwerpen […] und Jean Denis aus Paris“.

## Bekannte Mitglieder der Familie
Über folgende Mitglieder der Familie gibt es Aufzeichnungen als Instrumentenbauer:
Robert Denis I. (1520–1589), baute Spinette in Paris
Claude Denis (1544–1587), Sohn von Robert I.
Robert Denis II. († 1589), Sohn von Robert I.
Jean Denis I. (etwa 1549–1634), Sohn von Robert I., wurde 1601 zum Jurés der Instrumentenbauergilde in Paris gewählt
Thomas Denis  (etwa 1585–1634), Sohn von Jean I.
Pierre  Denis I.  (etwa 1600–1664), Sohn von Jean I.
Jean Denis II. (1600–1672), Sohn von Jean I. Er war Organist der Kirche Saint-Barthélemy auf der Île de la Cité (wurde zerstört), zudem Instrumentenbauer und wurde im Jahr 1647 zum Jurés der Instrumentenbauergilde in Paris gewählt. Er veröffentlichte im Jahr 1643 eine praktische Abhandlung über das Stimmen eines Cembalos: Traité de l’accord de l’espinette. Diese ist heute eine der wichtigsten Quellen wie historisch Cembali gestimmt wurden. Zudem streift es andere Themen, die von Chormusik bis zu den schlechten Gewohnheiten der Cembalospieler reichten. Ein Instrument mit zwei Manualen, welches sich zurzeit im Musée de l’Hospice Saint-Roch in Issoudun befindet, ist von ihm erhalten.
Jean Denis III. (etwa 1630–1685), Sohn von Jean II., ein Spinett aus dem Jahr 1667 ist von ihm erhalten. Er wurde für das Amt des Jurés der Instrumentenbauer Gilde nominiert, jedoch nicht gewählt.
Louis Denis (1635–1710) Sohn von Jean II., zwei Cembali, eins aus dem Jahr 1658 und eins aus dem Jahr 1677, sowie ein Spinett aus dem Jahr 1681 sind von ihm erhalten.
Philippe Denis († 1705) Sohn von Jean II., ein Cembalo und ein Virginal in der Bauform eines Ottavini sind von ihm erhalten.
Pierre Denis II. (1675–nach 1705), Sohn von Philippe.